# Lessingianthus plantaginodes
Lessingianthus plantaginodes là một loài thực vật có hoa trong họ Cúc. Loài này được (Kuntze) H.Rob. mô tả khoa học đầu tiên năm 1988.